# Hiệp hội Câu cá thể thao Việt Nam
Hiệp hội Câu cá thể thao Việt Nam là tổ chức chính trị xã hội nghề nghiệp phi lợi nhuận của các tổ chức và cá nhân yêu thích hoạt động trong lĩnh vực câu cá thể thao tại Việt Nam.
Hội có tên giao dịch tiếng Anh là Vietnam Fishing Association, viết tắt là VGFA.
Hiệp hội Câu cá thể thao Việt Nam thành lập theo Quyết định số 936/QĐ-BNV ngày 15 tháng 8 năm 2013 của Bộ Nội vụ. Điều lệ Hiệp hội hiện hành đã được Bộ Nội vụ phê duyệt.
Văn phòng Hội đặt tại phố Nguyễn Thái Học, Hà Nội. Hiệp hội Câu cá là thành viên của Liên hiệp các Hội Văn học nghệ thuật Việt Nam.